# 米子空襲

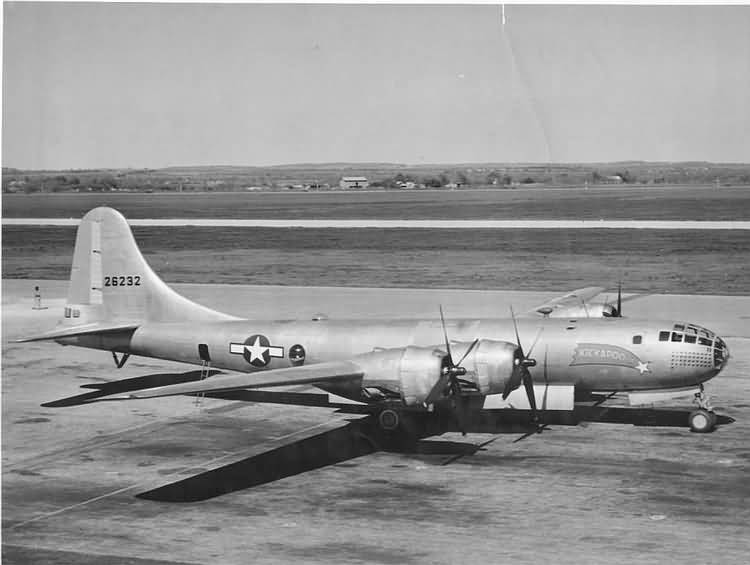
日本への空襲を行ったB29爆撃機

米子空襲（よなごくうしゅう）は、アメリカ軍によって太平洋戦争末期の1945年（昭和20年）7月24日から7月28日に行われた無差別爆撃である。

## 概要
- 7月28日は、警報の発令と解除の連続が午前6時頃から午後4時過ぎまで続き、被害もこの日特に集中した。

## その他
- この他山陰地方では浜田市、八束郡玉湯村（現在の松江市の一部）などが空襲被害に遭い、同じ鳥取県内では、大山口列車空襲も発生した。

## 参考資料
- 「戦略爆撃調査団資料」アメリカ公文書館
- 「米子市30周年史」米子市
- 市制施行地別空襲被害調査表 - ウェイバックマシン（2003年10月1日アーカイブ分）